# Bandholm
Bandholm är en ort på ön Lolland i Danmark.   Den ligger i Lollands kommun och Region Själland, i den sydöstra delen av landet, 120 km sydväst om Köpenhamn. Bandholm ligger vid havet och antalet invånare är 558. Närmaste större samhälle är Maribo, 7 km söder om Bandholm. 
Mellan Maribo och Bandholm går en museijärnväg, Museumsbanen Maribo-Bandholm. Strax öster om staden ligger Knuthenborg Safaripark.